# 大洲町
大洲町（おおずちょう）は、愛媛県喜多郡にあった町。現在の大洲市の中心部にあたる。

## 地理
- 山岳：冨士山
- 河川：肱川、久米川

## 歴史
- 1889年（明治22年）12月15日 - 町村制の施行により、大洲町の一部（大洲町）・柚木村の大部分の区域をもって大洲町が発足。
- 1934年（昭和9年）1月1日 - 大洲村・久米村と合併し、改めて大洲町が発足。
- 1954年（昭和29年）9月1日 - 平野村・南久米村・菅田村・大川村・柳沢村・新谷村・三善村・粟津村・上須戒村と合併して大洲市が発足。同日大洲町廃止。

## 経済
農業
『大日本篤農家名鑑』によると、大洲町の篤農家は、「程野萬次郎、大藤親、河野駒次郎、新保次郎」などがいた。

## 交通

### 鉄道路線
- 日本国有鉄道
  - 予讃本線（現・予讃線）
    - 五郎駅 - 伊予大洲駅

  - 内子線
    - 五郎駅

現在は旧町域に予讃線の西大洲駅が所在するが、当時は未開業。

### 道路
- 国道197号（現・国道56号）

現在は旧町域に松山自動車道の大洲インターチェンジが所在するが、当時は未開通。

## 名所・旧跡・観光スポット・祭事・催事
- 大洲城

## 出身・ゆかりのある人物

### 経済
桝田與三郎や新家久太郎は貴族院多額納税者議員選挙の互選資格を有した。
- 桝田與三郎（商業[2]、桝田製糸社長）
- 新家久太郎（商業）[2]

### 学術
- 桝田啓三郎（哲学者、東京都立大学名誉教授）

### 政治・行政
- 力石雄一郎（内務官僚）
- 政尾藤吉（法律家、外交官、政治家） - 衆議院議員。